# Кубок Першого каналу (хокей)
Кубок Першого каналу — міжнародний хокейний турнір у Росії. Проводився між чотирма національними збірними: Росії, Фінляндії, Чехії та Швеції але через російську збройну агресії проти України склад учасників суттєво змінився. 
Проводиться з 1967 року в Москві, за винятком 1992 та 2023 року, коли він був проведений у Санкт-Петербурзі, 2013 року був проведений у Сочі, а 1991 року турнір не проводився взагалі у зв'язку з розпадом СРСР. З 1996 по 2021 роки був етапом Єврохокейтуру. Проводиться під егідою Федерації хокею Росії.

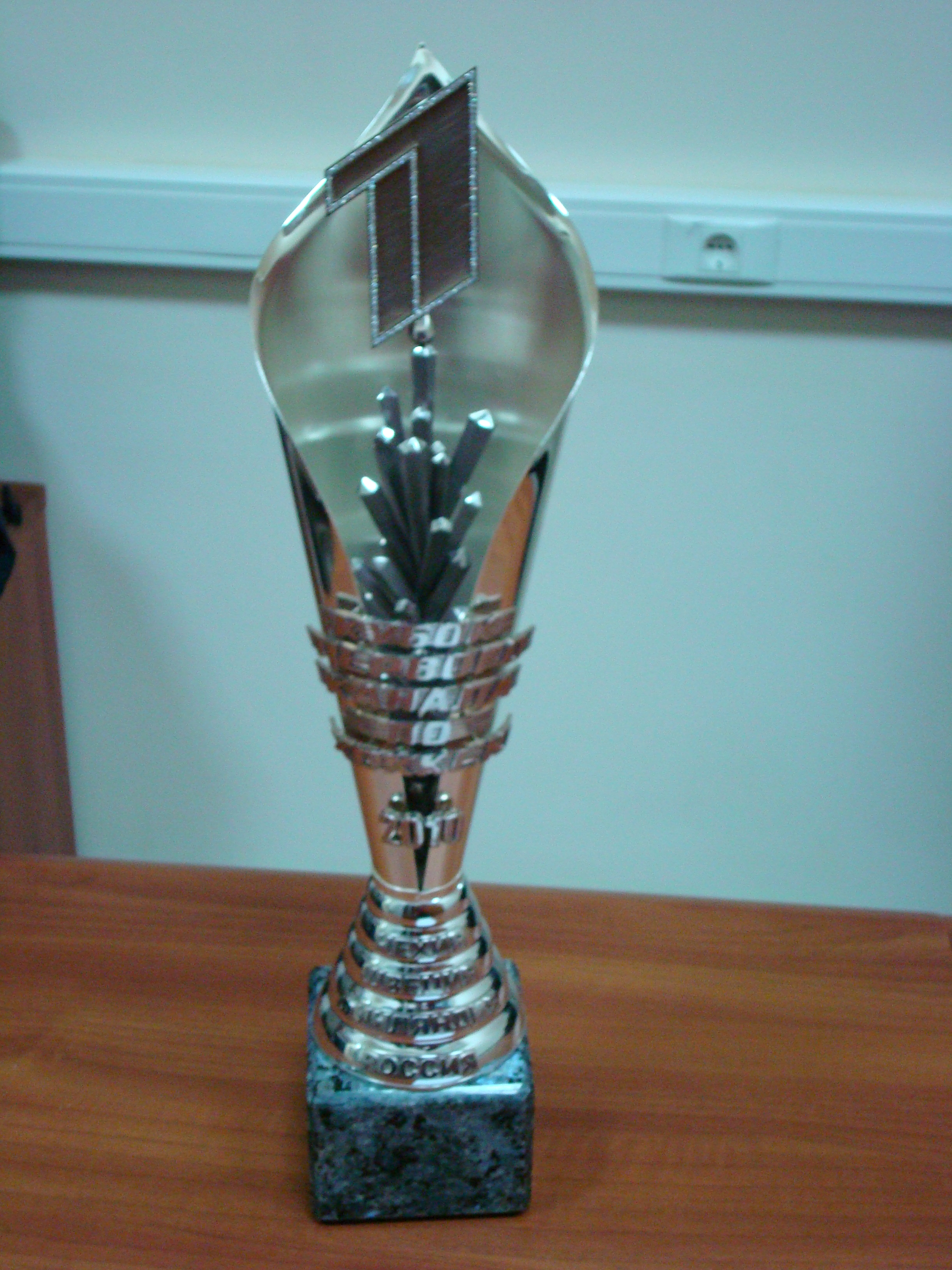
Кубок Першого каналу (2010).

## Назви турніру
- 1967 — Турнір присвячений святкуванню 50-ї річниці Жовтневого перевороту 1917
- 1968 — Міжнародний турнір
- 1969—1996 — Турнір на приз газети «Известия»
- 1997—2002 — Кубок «Балтики»
- 2003 — Московський міжнародний турнір
- 2004—2005 — Кубок «РОСНО»
- з 2006 — Кубок Першого каналу

## Логотипи турніру

Приз «Известий»
Кубок «Балтики»
Кубок «РОСНО»
Кубок Першого каналу

## Місце проведення турніру
З 1967 року турнір проходив у палаці спорту «Лужники». У турнірі брали участь збірні команди СРСР, Чехословаччини, Швеції, Фінляндії та Канади. У 1987 році другим місцем проведення турніру став спорткомплекс «Олімпійський». У 1992 році турнір проходив одночасно у Москві та Санкт-Петербурзі. У 1993 році турнір проходив у Москві в Лужниках на двох аренах: у палаці спорту та на Малій спортивній арені. У турнірі брали участь дві збірні команди Росії: олімпійська та національна, а також збірні Німеччини та Швейцарії. Це було пов'язано з підготовкою збірної Росії до Зимових Олімпійських ігор у Нагано. З 1997 року турнір проходив на Малій спортивній арені. У 2005 році турнір повернувся до палацу спорту «Лужники».
З 2006 року турнір, за винятком винесених ігор, проходять в Москві у палаці спорту «Мегаспорт». У турнірі брали участь збірні команди Чехії, Швеції, Фінляндії та Росії. У 2013 році турнір пройшов в Сочі в льодовому палаці «Большой», де в 2014 році потім пройшли матчі хокейного турніру зимових Олімпійських ігор.
З 2022 року турнір не входить до Єврохокейтуру (через російську збройну агресії проти України), а беруть участь в ньому окрім росіян ще білоруси та казахи.

## Призери
| Рік       | Переможець                                      | 2 місце                                         | 3 місце                                         |
| --------- | ----------------------------------------------- | ----------------------------------------------- | ----------------------------------------------- |
| 1967      | СРСР A                                          | СРСР B                                          | Чехословаччина B                                |
| 1968      | СРСР A                                          | СРСР B                                          | Фінляндія                                       |
| 1969      | СРСР                                            | Канада                                          | Чехословаччина                                  |
| 1970      | Чехословаччина                                  | СРСР                                            | Швеція                                          |
| 1971      | СРСР                                            | Чехословаччина                                  | Фінляндія                                       |
| 1972      | СРСР                                            | Чехословаччина                                  | Швеція                                          |
| 1973      | СРСР                                            | Чехословаччина                                  | Фінляндія                                       |
| 1974—1975 | Чехословаччина                                  | СРСР                                            | Швеція                                          |
| 1975      | СРСР                                            | Швеція                                          | Чехословаччина                                  |
| 1976      | СРСР                                            | Чехословаччина                                  | Швеція                                          |
| 1977      | Чехословаччина                                  | СРСР                                            | Швеція                                          |
| 1978      | СРСР                                            | Чехословаччина                                  | Канада                                          |
| 1979      | СРСР                                            | Чехословаччина                                  | Фінляндія                                       |
| 1980      | СРСР                                            | Чехословаччина                                  | Фінляндія                                       |
| 1981      | СРСР                                            | Чехословаччина                                  | Швеція                                          |
| 1982      | СРСР                                            | Фінляндія                                       | Чехословаччина                                  |
| 1983      | СРСР                                            | Чехословаччина                                  | Швеція                                          |
| 1984      | СРСР                                            | Чехословаччина                                  | Фінляндія                                       |
| 1985      | Чехословаччина                                  | СРСР                                            | Швеція                                          |
| 1986      | СРСР                                            | Канада                                          | Швеція                                          |
| 1987      | Канада                                          | СРСР                                            | Швеція                                          |
| 1988      | СРСР                                            | Швеція                                          | Чехословаччина                                  |
| 1989      | СРСР                                            | Чехословаччина                                  | Фінляндія                                       |
| 1990      | СРСР                                            | Швеція                                          | Чехословаччина                                  |
| 1991      | турнір не проводився у зв'язку з розпадом СРСР. | турнір не проводився у зв'язку з розпадом СРСР. | турнір не проводився у зв'язку з розпадом СРСР. |
| 1992      | Росія II                                        | Чехословаччина                                  | Росія I                                         |
| 1993      | Росія I                                         | Росія II                                        | Швеція                                          |
| 1994      | Росія                                           | Чехія                                           | Фінляндія                                       |
| 1995      | Росія                                           | Чехія                                           | Швеція                                          |
| 1996      | Швеція                                          | Росія                                           | Фінляндія                                       |
| 1997      | Чехія                                           | Росія                                           | Швеція                                          |
| 1998      | Швеція                                          | Чехія                                           | Фінляндія                                       |
| 1999      | Росія                                           | Чехія                                           | Фінляндія                                       |
| 2000      | Росія                                           | Чехія                                           | Фінляндія                                       |
| 2001      | Чехія                                           | Росія                                           | Швеція                                          |
| 2002      | Чехія                                           | Фінляндія                                       | Росія                                           |
| 2003      | Фінляндія                                       | Чехія                                           | Росія                                           |
| 2004      | Росія                                           | Фінляндія                                       | Чехія                                           |
| 2005      | Росія                                           | Фінляндія                                       | Швеція                                          |
| 2006      | Росія                                           | Фінляндія                                       | Швеція                                          |
| 2007      | Росія                                           | Фінляндія                                       | Чехія                                           |
| 2008      | Росія                                           | Фінляндія                                       | Чехія                                           |
| 2009      | Фінляндія                                       | Росія                                           | Чехія                                           |
| 2010      | Росія                                           | Чехія                                           | Швеція                                          |
| 2011      | Швеція                                          | Чехія                                           | Росія                                           |
| 2012      | Росія                                           | Швеція                                          | Фінляндія                                       |
| 2013      | Чехія                                           | Фінляндія                                       | Росія                                           |
| 2014      | Росія                                           | Фінляндія                                       | Швеція                                          |
| 2015      | Чехія                                           | Швеція                                          | Фінляндія                                       |
| 2016      | Швеція                                          | Росія                                           | Фінляндія                                       |
| 2017      | Росія                                           | Чехія                                           | Фінляндія                                       |
| 2018      | Росія                                           | Фінляндія                                       | Швеція                                          |
| 2019      | Швеція                                          | Росія                                           | Фінляндія                                       |
| 2020      | Росія                                           | Швеція                                          | Фінляндія                                       |
| 2021      | Фінляндія                                       | Росія                                           | Канада                                          |
| 2022      | Білорусь                                        | Росія                                           | Казахстан                                       |
| 2023      | Росія 25                                        | Білорусь                                        | Казахстан                                       |
| 2024      | Росія 25                                        | Білорусь                                        | Зірки КХЛ                                       |

## Статистика
| Місце   | Збірна                 | Золото | Срібло | Бронза | Разом |
| ------- | ---------------------- | ------ | ------ | ------ | ----- |
| 1       | СРСР / Росія I / Росія | 35     | 13     | 5      | 53    |
| 2       | Чехословаччина / Чехія | 9      | 21     | 9      | 39    |
| 3       | Швеція                 | 5      | 6      | 19     | 30    |
| 4       | Фінляндія              | 3      | 10     | 18     | 31    |
| 5       | Росія 25               | 2      | 0      | 0      | 2     |
| 6       | СРСР B / Росія II      | 1      | 3      | 0      | 4     |
| 7       | Канада                 | 1      | 2      | 2      | 5     |
| 8       | Білорусь               | 1      | 2      | 0      | 3     |
| 9       | Казахстан              | 0      | 0      | 2      | 2     |
| 10      | Чехословаччина B       | 0      | 0      | 1      | 1     |
| 11      | Зірки КХЛ              | 0      | 0      | 1      | 1     |
| Загалом | Загалом                | 57     | 57     | 57     | 171   |